# كاثلين فيرير
كاثلين فيرير (بالإنجليزية: Kathleen Ferrier)‏ (و. 1912 – 1953 م) هي مغنية أوبرا، وموسيقي تسجيلات من المملكة المتحدة، والمملكة المتحدة لبريطانيا العظمى وأيرلندا، ولدت في برستون، بدأت مشوارها المهني سنة 1940، توفيت في لندن، عن عمر يناهز 41 عاماً.

## جوائز
حصلت على جوائز منها:
- Royal Philharmonic Society Gold Medal  [لغات أخرى]‏ في 1953
- نيشان الامبراطورية البريطانية من رتبة قائد

## وصلات خارجية
- كاثلين فيرير في قاعدة بيانات الأفلام على الإنترنت